# Судакская долина
Суда́кская доли́на (укр. Судацька долина, крымскотат. Sudaq vadiysi, Судакъ вадийси) — долина в восточной части Южного берега Крыма. Примыкает к берегу Чёрного моря в районе Судакской бухты. Более миллиона лет назад была подводной террасой. 
С трёх сторон защищена горами и открыта только с юга: с востока ограничена горой Ай-Георгий, у моря мысом Алчак, с запада прикрыта лесистой горой Перчем, с севера хребтом Таракташ. В ширину Судакская долина разнится от 0,2 до 2,5 км. Её протяженность (вместе с Сууксинской долиной) составляет 13 км. По долине протекает река Судак и её 3 притока: левые Эски-Юрт длиной 15 км, Аджи-Бей — 11 км и правый Карагач длиной 13 км.
В Судакской долине находится город Судак и село Дачное.

## Описание
В 1908 году А. Я. Бесчинский так писал о Судакской долине:
Местами горы отступают от берега тремя сторонами, медленно подымаясь к северу широким и отлогим амфитеатром, и образуют красивые долины. Наибольшими размерами и красотой среди прибрежных долин отличаются Судакская, Ялтинская, Алуштинская и Капсихорская. Но самая большая долина в Крыму - Байдарская , лежащая вне берега моря.